# Högbacktjärnen (Lycksele socken, Lappland)
Högbacktjärnen är en sjö i Lycksele kommun i Lappland och ingår i Umeälvens huvudavrinningsområde. Sjön har en area på 0,0768 kvadratkilometer och ligger 236,2 meter över havet.

## Delavrinningsområde
Högbacktjärnen ingår i det delavrinningsområde (718581-165681) som SMHI kallar för Ovan VDRID = Sikbäcken i Vindelälvens vattendrags*. Medelhöjden är 251 meter över havet och ytan är 19,1 kvadratkilometer. Räknas de 647 avrinningsområdena uppströms in blir den ackumulerade arean 9 505,24 kvadratkilometer. Vindelälven som avvattnar avrinningsområdet har biflödesordning 2, vilket innebär att vattnet flödar genom totalt 2 vattendrag innan det når havet efter 169 kilometer. Avrinningsområdet består mestadels av skog (79 procent). Avrinningsområdet har 1,97 kvadratkilometer vattenytor vilket ger det en sjöprocent på 10,3 procent.